# Витолье

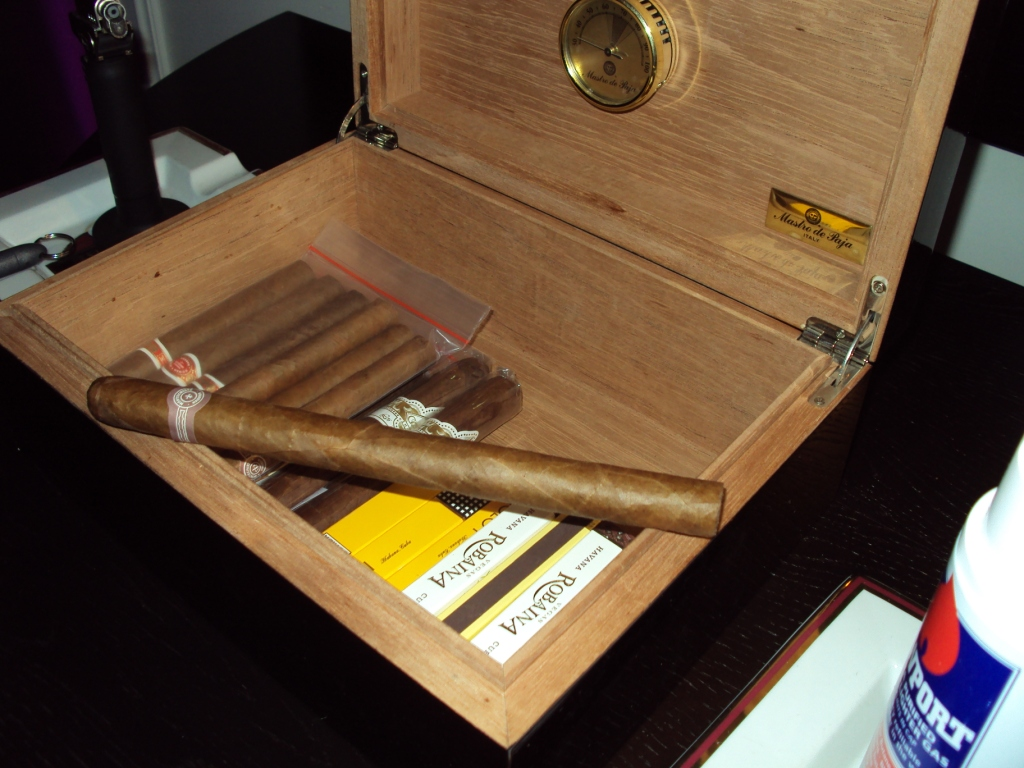

Витолье — консультант по сортам сигар, их правильному раскуриванию и сочетанию их с напитками (от исп. vitola — точный размер и форма сигары). Витола — сигара без наклеенного кольца. Каждая витола отличается от другой размером, длиной и толщиной.
Как правило, витолье состоят в штате ресторанов либо приглашаются специально для обслуживания определённых событий (например, приёмов или званых ужинов).
В отличие от торседора, витолье не занимается скручиванием сигар, помогает гостям выбрать сигару и раскурить её.